# Sous-préfecture de São Mateus
 (septembre 2022).
La mise en forme du texte ne suit pas les recommandations de Wikipédia : il faut le « wikifier ».
Les points d'amélioration suivants sont les cas les plus fréquents :
- Les titres sont pré-formatés par le logiciel. Ils ne sont ni en capitales, ni en gras.
- Le texte ne doit pas être écrit en capitales (les noms de famille non plus), ni en gras, ni en italique, ni en « petit »…
- Le gras n'est utilisé que pour surligner le titre de l'article dans l'introduction, une seule fois.
- L'italique est rarement utilisé : mots en langue étrangère, titres d'œuvres, noms de bateaux, etc.
- Les citations ne sont pas en italique mais en corps de texte normal. Elles sont entourées par des guillemets français : « et ».
- Les listes à puces sont à éviter, des paragraphes rédigés étant largement préférés. Les tableaux sont à réserver à la présentation de données structurées (résultats, etc.).
- Les appels de note de bas de page (petits chiffres en exposant, introduits par l'outil «  Source ») sont à placer entre la fin de phrase et le point final[comme ça].
- Les liens internes (vers d'autres articles de Wikipédia) sont à choisir avec parcimonie. Créez des liens vers des articles approfondissant le sujet. Les termes génériques sans rapport avec le sujet sont à éviter, ainsi que les répétitions de liens vers un même terme.
- Les liens externes sont à placer uniquement dans une section « Liens externes », à la fin de l'article. Ces liens sont à choisir avec parcimonie suivant les règles définies. Si un lien sert de source à l'article, son insertion dans le texte est à faire par les notes de bas de page.
- La présentation des références doit suivre les conventions bibliographiques. Il est recommandé d'utiliser les modèles {{Ouvrage}}, {{Chapitre}}, {{Article}}, {{Lien web}} et/ou {{Bibliographie}}. Le mode d'édition visuel peut mettre en forme automatiquement les références.
- Insérer une infobox (cadre d'informations à droite) n'est pas obligatoire pour parachever la mise en page.

Pour une aide détaillée, merci de consulter Aide:Wikification.
Si vous pensez que ces points ont été résolus, vous pouvez retirer ce bandeau et améliorer la mise en forme d'un autre article.

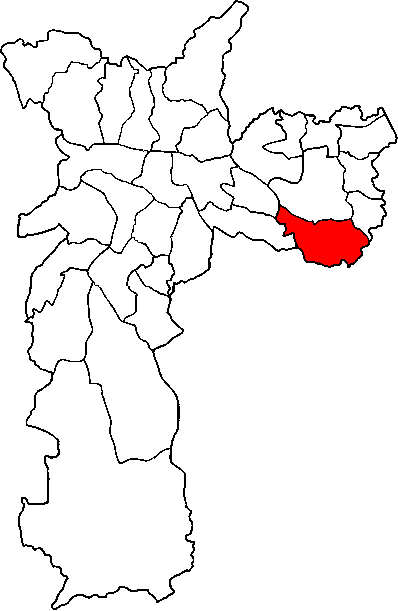
Carte montrant la sous-préfecture de São Mateus dans la municipalité de São Paulo.

La sous-préfecture de São Mateus est régie par la loi n° 13 999 du 1er août 2002 et est l'une des 32 sous-préfectures de la municipalité de São Paulo. Il est composé de trois districts, São Mateus, São Rafael et Iguatemi, qui représentent ensemble une superficie de 45,8 km² et habités par plus de 426 000 personnes.

## Histoire
En 1842, il y avait une ferme appartenant à João Francisco Rocha dans la région de São Mateus. On y élevait des moutons, des chevaux et des bœufs. Ensuite, la ferme est devenue la propriété d'Antônio Cardoso de Siqueira. Antônio, à son tour, a divisé le territoire en cinq parcelles.
En 1946, l'une de ces cinq parcelles (de 50 acres de terrains) a été vendue à la famille Bei (Mateo et Salvador Bei). Cette ferme s'appelait São Mateus. En 1948, la zone a été subdivisée et la majeure partie vendue. Le quartier de São Mateus apparaît. Au fil du temps, la famille Bei s'est rendu compte que le quartier grandissait et grandirait encore plus, alors ils ont utilisé le terme «cidade» («ville») pour cette zone de São Mateus.
En 1952, l'Association Divulgatrice "A Voz da Colina" a été fondée, un moyen de concentrer les demandes d'amélioration des transports, de l'éducation, des loisirs et de la santé. L'Association, fondée par Nildo Gregório da Silva, a été très importante dans l'histoire de la ville.

## Districts

### São Mateus
Superficie : 13,20 km²
Population (2020) : 155 140 habitants.
Densité démographique : 10 908 (habitants/km²)
Quartiers : Cidade Centenário, Cidade São Mateus, Cidade Satélite Santa Bárbara, Jardim Cinco de Julho, Jardim Egle, Jardim Imperador, Jardim Itápolis, Jardim Nove de Julho, Jardim Paraguaçu, Jardim Santa Adélia, Jardim São Cristóvão, Jardim São José, Jardim Tietê, Jardim Valquiria, Parque Colonial, Parque Industrial São Lourenço, São Mateus e Fazenda da Juta.

### São Rafael
Superficie : 13 km²
Population (2010) : 143 992 habitants.
Densité démographique : 11 934 (habitants/km²)
Quartiers : Carrãozinho, Conjunto Promorar Rio Claro, Jardim Alto Alegre, Jardim Bandeirante, Jardim Buriti, Jardim Colorado, Jardim Santo André, Jardim São Francisco, Jardim São João, Jardim Vera Cruz, Jardim Vila Carrão, Núcleo Residencial Morro do Sabão, Parque das Flores, Parque São Rafael, Vila Ester.

### Iguatemi
Superficie : 19,60 km²
Population (2010) : 127 662 habitants.
Densité démographique : 6 513 (habitants/km²)
Quartiers : Iguatemi, Jardim Alto Alegre, Jardim Arantes, Jardim Augusto, Jardim Conquista, Jardim da Laranjeira, Jardim das Rosas, Jardim Iguatemi, Jardim Laranjeiras, Jardim Limoeiro, Jardim Maria Lídia, Jardim Marilu, Jardim Ricardo, Jardim Roseli, Jardim São Benedito, Jardim São Gonçalo, Núcleo Residencial São João, Palanque, Parque Boa Esperança, Recanto Alegre, Recanto Verde do Sol, Terceira Divisão, Vila Palma.